# گوهرمرغ کاکل‌بلوطی
گوهرمرغ کاکل‌بلوطی (نام علمی: Ampelion rufaxilla) نام یک گونه از تیره گوهرمرغان است.